# Vanderhorstia auronotata
Vanderhorstia auronotata är en fiskart som beskrevs av Randall 2007. Vanderhorstia auronotata ingår i släktet Vanderhorstia och familjen smörbultsfiskar. Inga underarter finns listade i Catalogue of Life.